# Bridgetown (County Clare)
Bridgetown (Iers: Baile an Droichid) is een dorp in County Clare in Ierland. Het dorp ligt aan de R466, de weg tussen Broadford en O'Briensbridge.
Bridgetown is deel van de katholieke parochie Killaloe in het Bisdom Killaloe.
In het dorp staat de St. Thomaskerk. Deze kerk is gebouwd in 1832 maar in 1970 vrijwel geheel herbouwd. Alleen een deel van de muren werd behouden. De lagere school werd in 1850 erkend en kreeg in 1960 een nieuw gebouw. Het dorp telt verdere meerdere pubs en winkels.